# Lokve (Hadžići)
Pour les articles homonymes, voir Lokve.
Lokve (en cyrillique : Локве) est un village de Bosnie-Herzégovine. Il est situé dans la municipalité de Hadžići, dans le canton de Sarajevo et dans la fédération de Bosnie-et-Herzégovine. Selon les premiers résultats du recensement bosnien de 2013, il compte 586 habitants.

## Démographie

### Évolution historique de la population
| 1948 | 1953 | 1961 | 1971 | 1981 | 1991 | 2013 |
| ---- | ---- | ---- | ---- | ---- | ---- | ---- |
| -    | -    | 557  | 562  | 555  | 585  | 586  |

|  |

### Communauté locale
En 1991, la communauté locale de Lokve comptait 611 habitants, répartis de la manière suivante :